# Fishersville (Virginia)
Fishersville es un lugar designado por el censo situado en el condado de Augusta, Virginia  (Estados Unidos). Según el censo de 2010 tenía una población de 7.462 habitantes.

## Demografía
Según el censo del 2000, Fishersville tenía 4.998 habitantes, 1.826 viviendas, y 1.433 familias. La densidad de población era de 147 habitantes por km².
De las 1.826 viviendas en un 32,6%  vivían niños de menos de 18 años, en un 66%  vivían parejas casadas, en un 9,7% mujeres solteras, y en un 21,5% no eran unidades familiares. En el 19,2% de las viviendas  vivían personas solas el 9% de las cuales correspondía a personas de 65 años o más que vivían solas. El número medio de personas viviendo en cada vivienda era de 2,51 y el número medio de personas que vivían en cada familia era de 2,85.
Por edades la población se repartía de la siguiente manera: un 22,1% tenía menos de 18 años, un 5,5% entre 18 y 24, un 27,7% entre 25 y 44, un 26,7% de 45 a 60 y un 18% 65 años o más.
La edad media era de 42 años.  Por cada 100 mujeres de 18 o más años  había 87,2 hombres.
La renta media por vivienda era de 49.322$ y la renta media por familia de 53.528$. Los hombres tenían una renta media de 36.094$ mientras que las mujeres 26.778$. La renta per cápita de la población era de 21.248$. En torno al 5,5% de las familias y el 6% de la población estaban por debajo del umbral de pobreza.

## Localidades adyacentes
El siguiente diagrama muestra a las localidades más próximas a Fishersville.